# Wim Balm
Wim Balm (Haarlem, 24 februari 1960) is een voormalig Nederlands voetballer, die uitkwam voor FC Haarlem en FC Twente.

## Loopbaan
Balm was een technisch begaafde linkermiddenvelder. Hij maakte deel uit van een talentvolle lichting van Haarlemspelers die in 1981 kampioen van de Eerste divisie werden en in 1982 en 1984 vierde werden in de Eredivisie. Met Haarlem kwam Balm in seizoen 1982/83 uit in de UEFA Cup. In de eerste ronde werd AA Gent verslagen en in de tweede ronde verloor Haarlem twee keer van Spartak Moskou. De uitwedstrijd in Moskou staat bekend vanwege de Loezjnikiramp, waarbij 66 toeschouwers omkwamen. In zijn periode bij Haarlem kwam Balm uit voor Jong Oranje en het Olympisch elftal. Op 14 maart 1984 was hij reserve bij een oefenwedstrijd van het Nederlands voetbalelftal tegen Denemarken, maar het kwam niet tot een invalbeurt.
Na acht seizoenen Haarlem tekende Balm in 1987 in navolging van ploeggenoot Piet Keur een contract bij FC Twente. Aan de hand van trainer Theo Vonk werd Twente met Balm twee keer derde in de competitie. Op 23 oktober 1988 scoorde hij vier doelpunten in een thuiswedstrijd tegen RKC. FC Twente plaatste zich in het seizoen 1988/89 voor Europees voetbal, maar Balm besloot vrij abrupt zijn actieve profloopbaan aan het einde van het seizoen te beëindigen. In 1988 had hij tijdens een vakantie een Noorse vriendin leren kennen en voor haar emigreerde hij in 1989 naar Haugesund in Noorwegen, waar hij leraar werd. Als voetballer kwam hij nog uit voor het in de Noorse 2. Divisjon spelende SK Vard Haugesund.
Balm gaf onderricht in lichamelijke oefening, Duits, Engels en koken. Met zijn vrouw en drie kinderen is hij woonachtig aan de westkust van Noorwegen.

## Clubstatistieken
| Seizoen | Club       | Competitie     | Duels | Goals |
| ------- | ---------- | -------------- | ----- | ----- |
| 1978/79 | Haarlem    | Eredivisie     | 10    | 1     |
| 1979/80 | Haarlem    | Eredivisie     | 31    | 1     |
| 1980/81 | FC Haarlem | Eerste divisie |       |       |
| 1981/82 | FC Haarlem | Eredivisie     | 32    | 6     |
| 1982/83 | FC Haarlem | Eredivisie     | 34    | 7     |
| 1983/84 | FC Haarlem | Eredivisie     | 33    | 10    |
| 1984/85 | FC Haarlem | Eredivisie     | 30    | 5     |
| 1985/86 | FC Haarlem | Eredivisie     | 33    | 12    |
| 1986/87 | FC Haarlem | Eredivisie     | 18    | 3     |
| 1987/88 | FC Twente  | Eredivisie     | 34    | 8     |
| 1988/89 | FC Twente  | Eredivisie     | 34    | 7     |